# القمة الخليجية 2011 (الرياض)
قمة مجلس التعاون الخليجي 2011 أو القمة الخليجية 32 ، عقدت القمة في يوم الاثنين 19 ديسمبر 2011 في مدينة الرياض بالمملكة العربية السعودية. برئاسة خادم الحرمين الشريفين الملك عبدالله بن عبدالعزيز ال سعود ملك المملكة العربية السعودية، وخلال القمة دعى الملك عبدالله إلى الانتقال من مرحلة التعاون إلى مرحلة الاتحاد بين دول المجلس.

## المشاركون

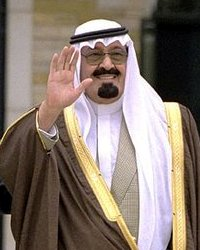
المملكة العربية السعودية خادم الحرمين الشريفين الملك عبدالله بن عبدالعزيز آل سعود ملك المملكة العربية السعودية (رئيس القمة)
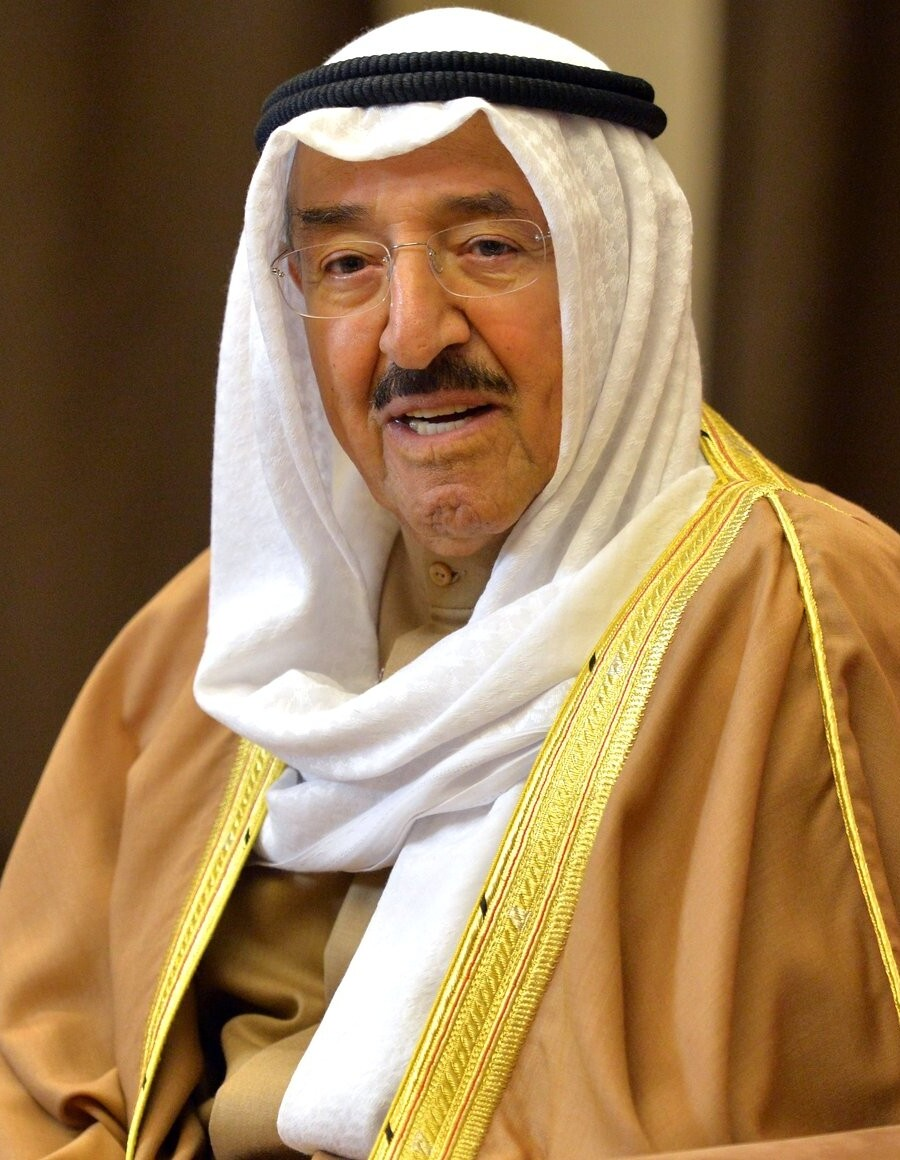
دولة الكويت صاحب السمو الشيخ صباح الأحمد الجابر الصباح أمير دولة الكويت
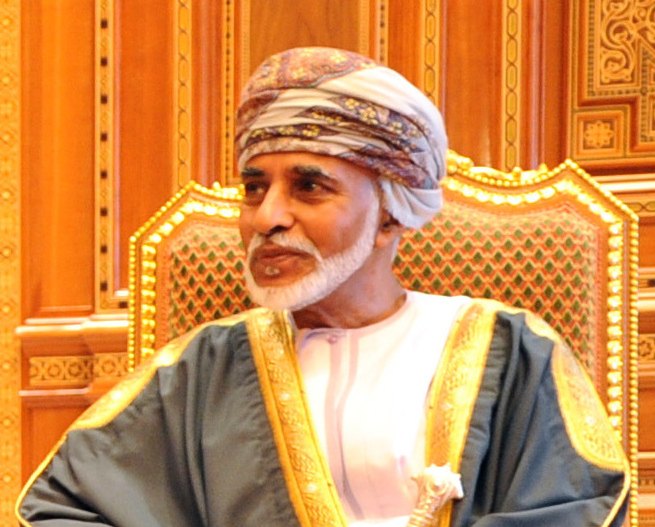
سلطنة عمان صاحب الجلالة السلطان قابوس بن سعيد آل سعيد سلطان عمان
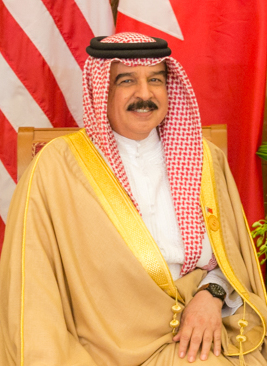
مملكة البحرين صاحب الجلالة الملك حمد بن عيسى آل خليفة ملك مملكة البحرين
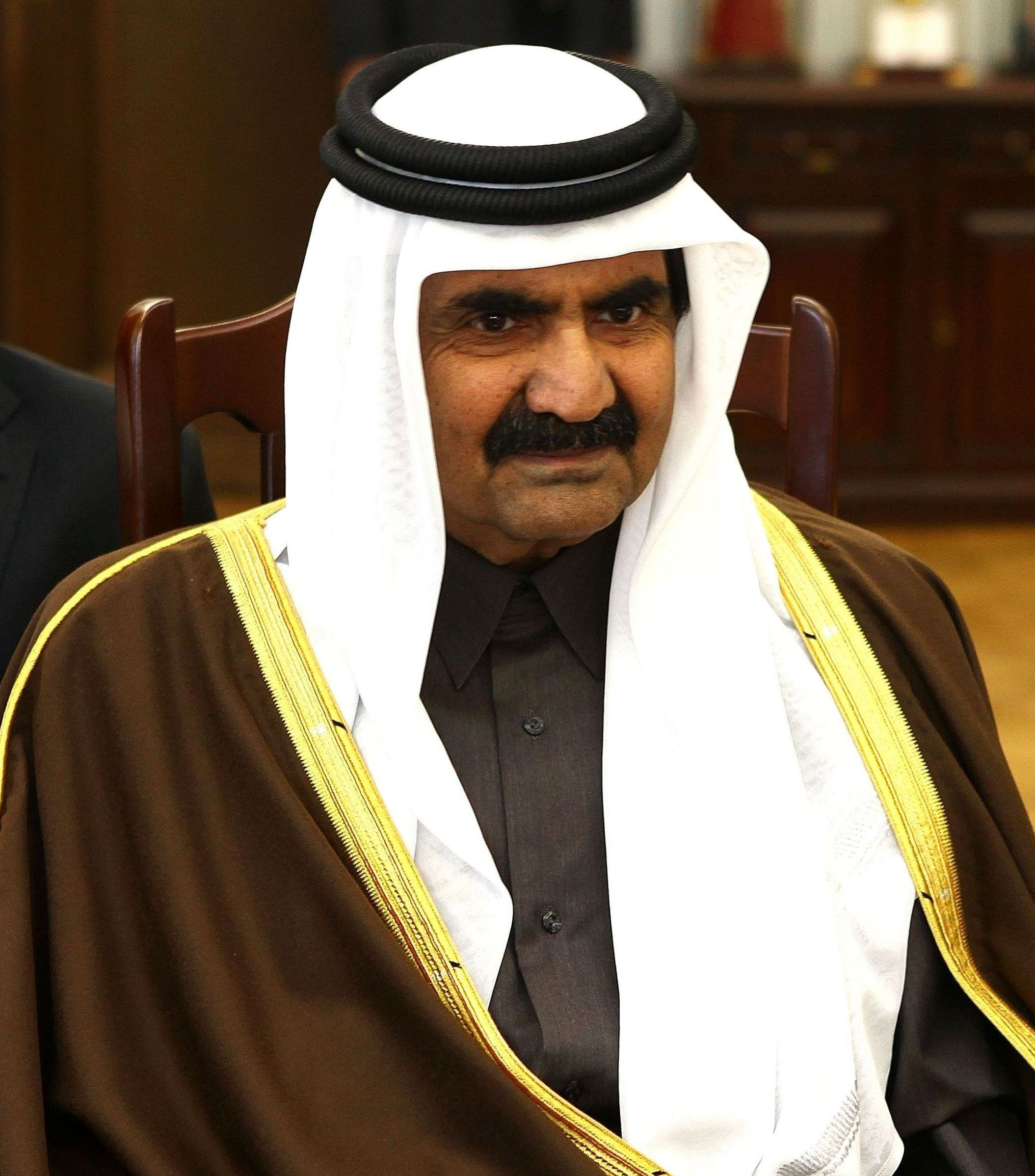
دولة قطر صاحب السمو الشيخ حمد بن خليفة آل ثاني أمير دولة قطر
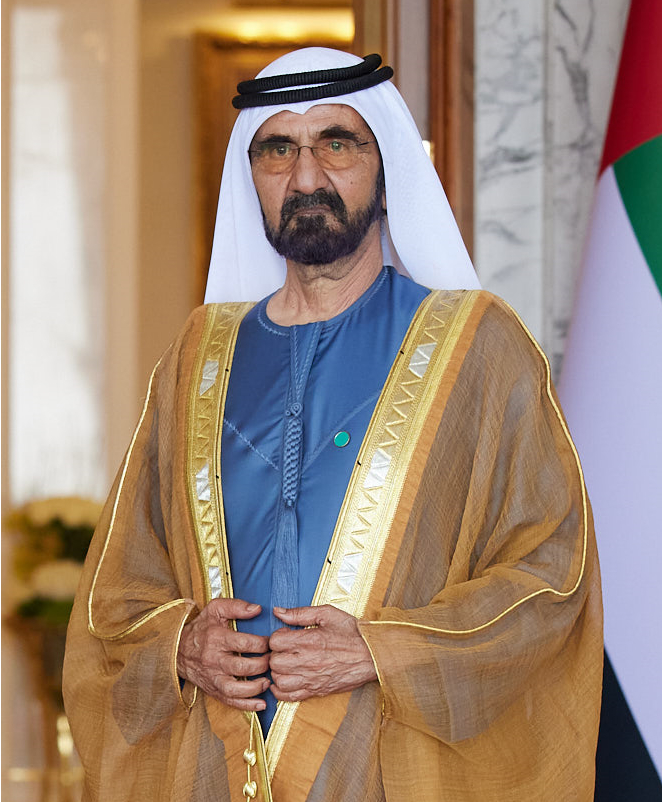
دولة الإمارات العربية المتحدة صاحب السمو الشيخ محمد بن راشد آل مكتوم نائب رئيس الدولة رئيس مجلس الوزراء حاكم دبي
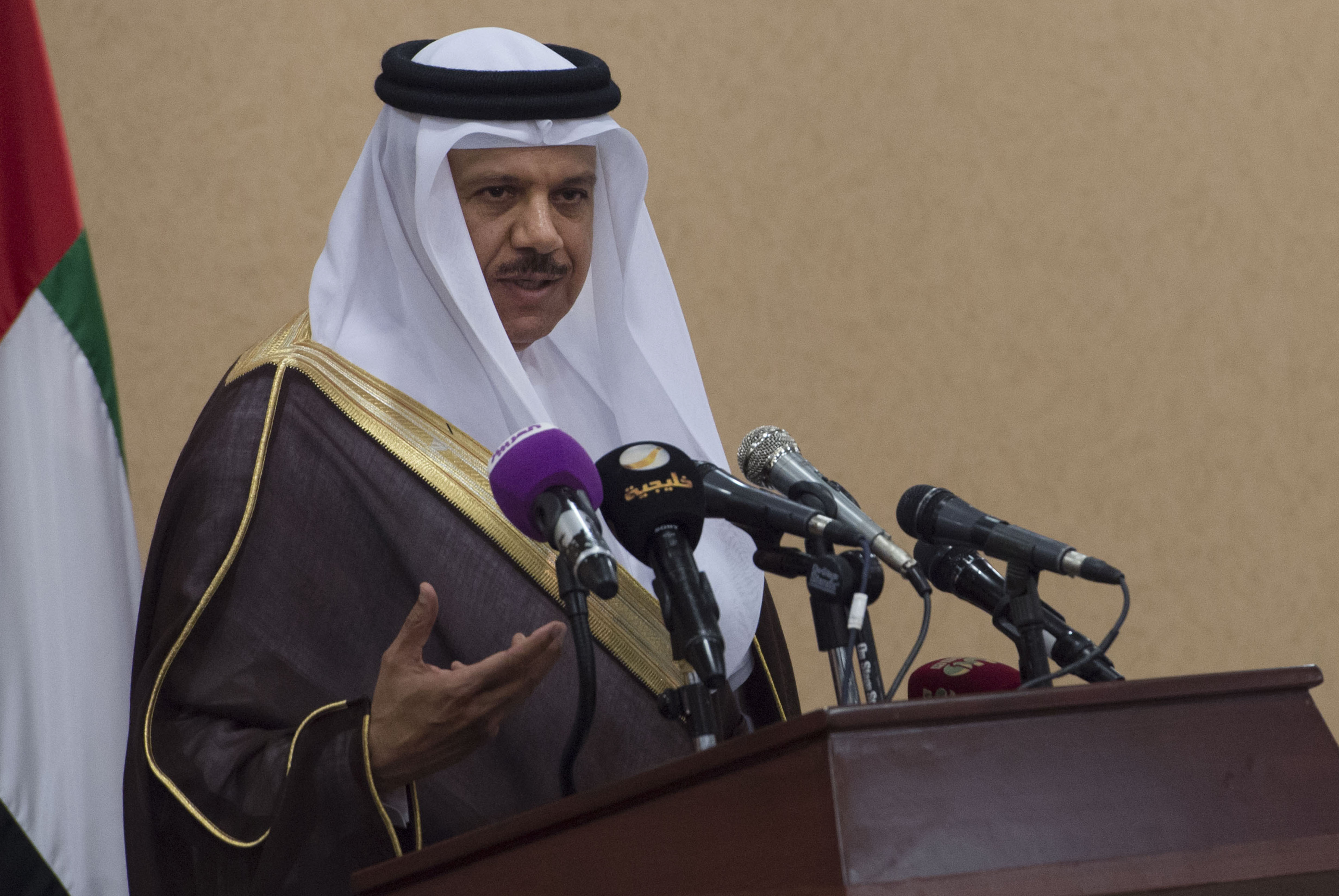
الأمانة العامة لمجلس التعاون الخليجي معالي الدكتور عبداللطيف بن راشد الزياني أمين عام مجلس التعاون لدول الخليج العربية